# 다호

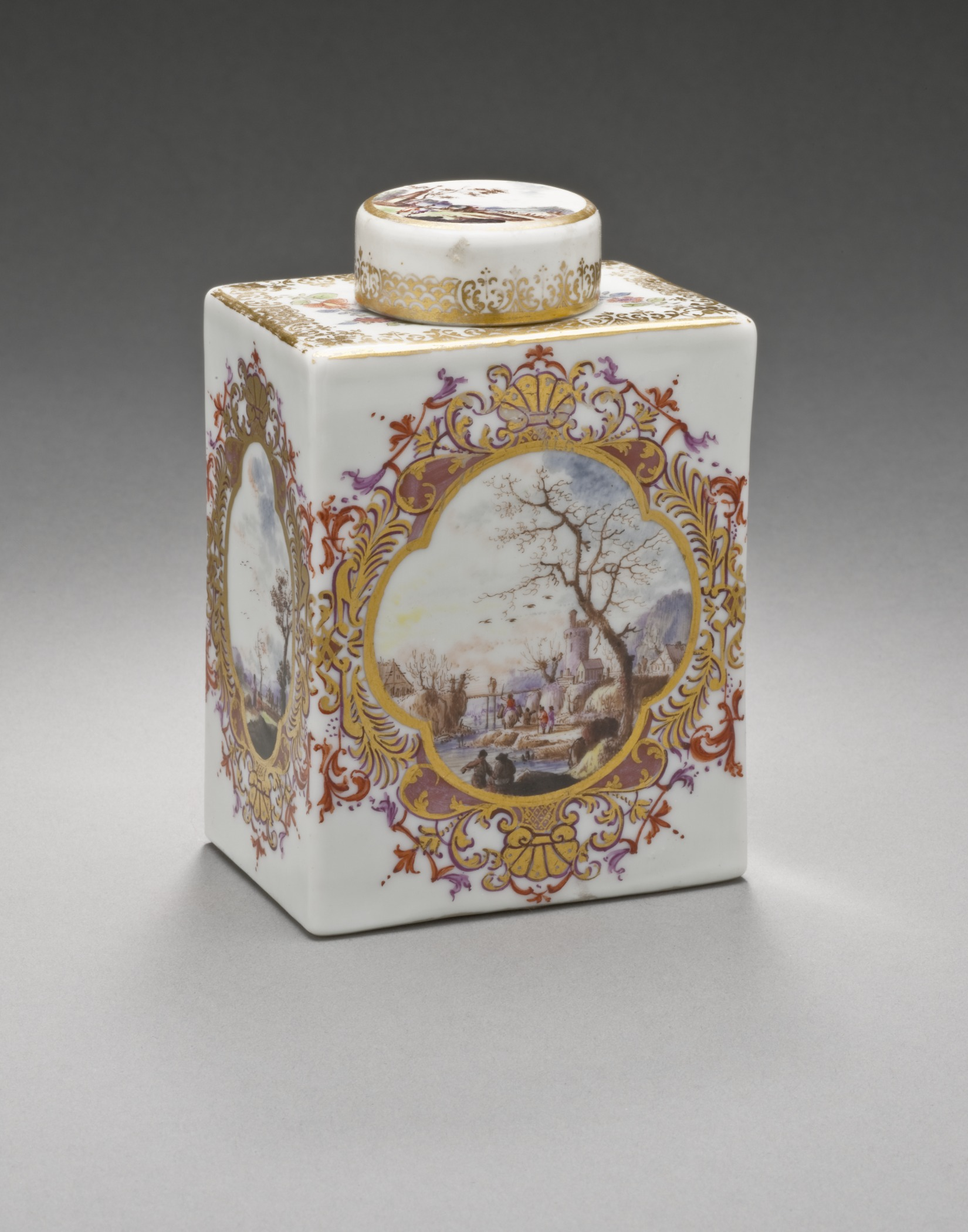
다호

다호(茶壺) 또는 차통(茶桶)은 차를 담아 두는 통 또는 단지이다. 뚜껑을 닫았을 때 밀폐되어야 맛이 변하지 않는다.

## 사진 갤러리

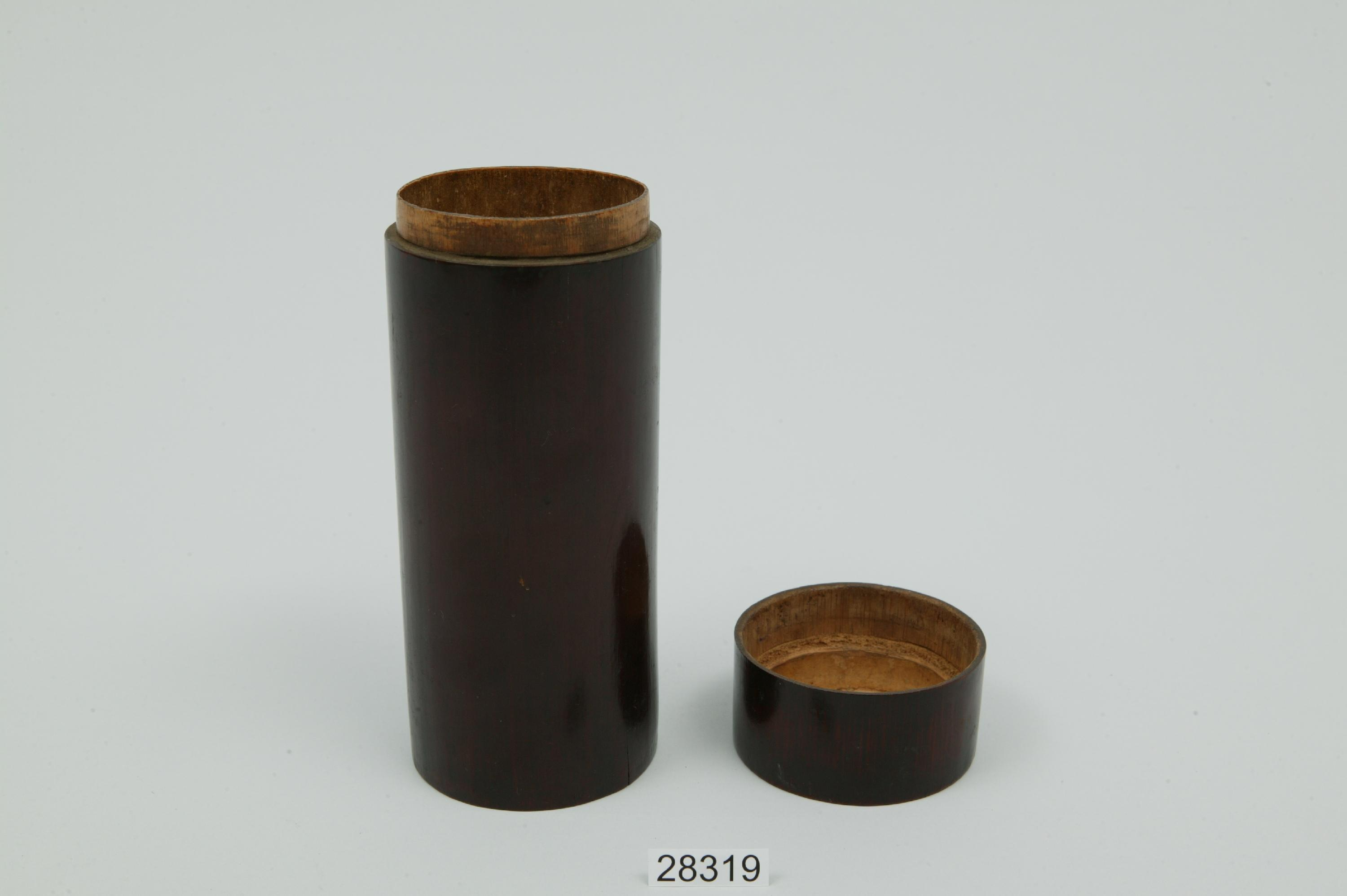
대나무 차통
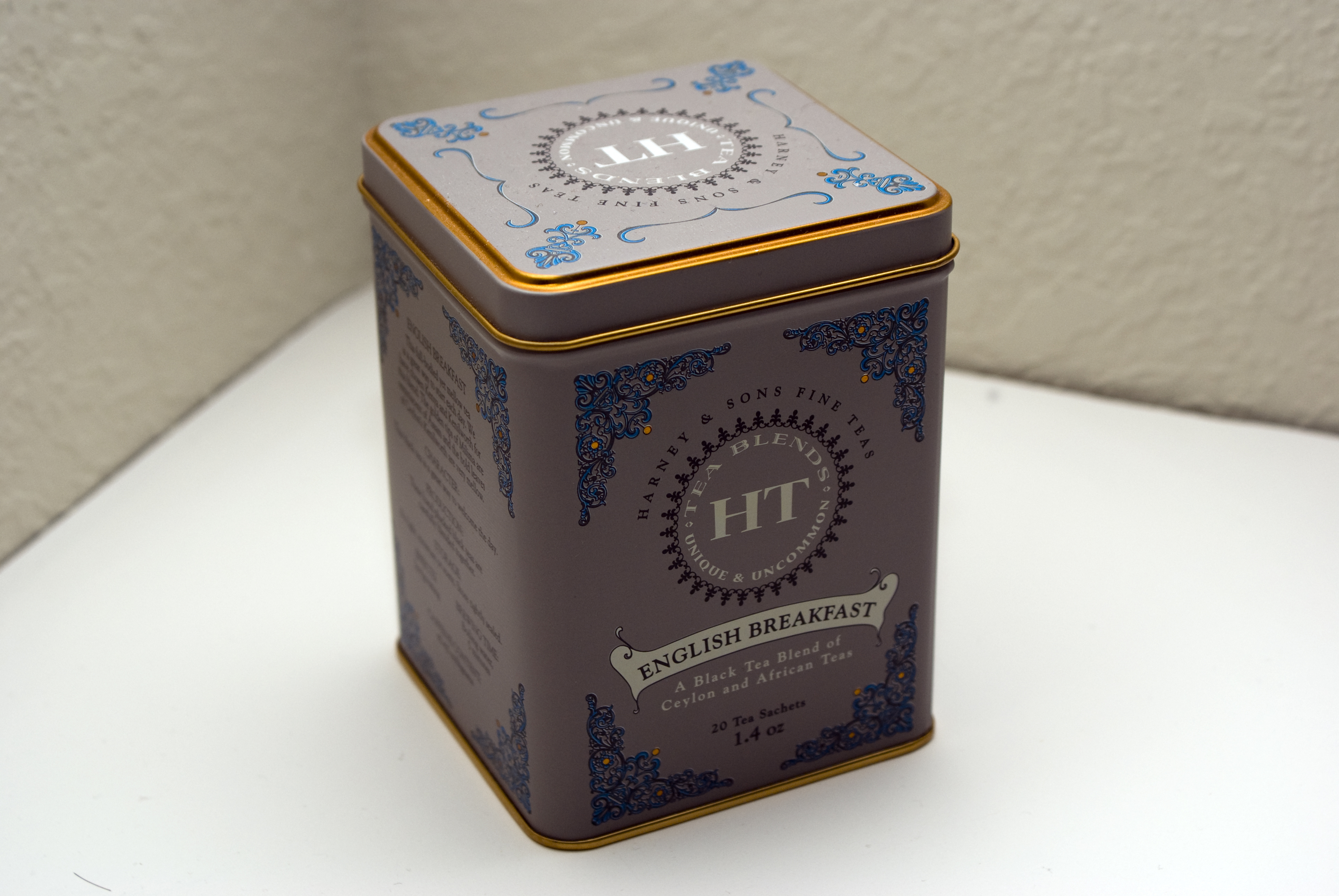
금속 차상자